# مقبره جومونگ
مقبره جومونگ یک معبد شمنی بود که به پادشاه گوگوریو، جومونگ اختصاص داشت. این معبد در حال حاضر در تاریخ گم شده‌است.